# 马利利
马利利（Malili）是印度尼西亚南苏拉威西省的一个城镇，是东鲁乌县的县治所在，位于苏拉威西岛中部。2010年统计，马利利所在的马利利区（Kecamatan Malili）共有32,699人。

## 资料来源
1. ↑  Biro Pusat Statistik, Jakarta, 2011.